# Peter Oidtmann
Peter Oidtmann (* 1946) ist ein deutscher Übersetzer. 

## Leben
Peter Oidtmann war als Gymnasiallehrer in Freiburg im Breisgau tätig. Seit 1990 übersetzt er gemeinsam mit seiner Ehefrau Jeanne Oidtmann-van Beek Belletristik aus dem Niederländischen ins Deutsche. Sein Arbeitsschwerpunkt ist die Kinder- und Jugendliteratur.
Das von den Eheleuten Oidtmann-van Beek übersetzte Jugendbuch Ti von Henri van Daele wurde in die Empfehlungsliste des Katholischen Kinder- und Jugendbuchpreises 2001 aufgenommen und stand auf der Nominierungsliste zum Jugendliteraturpreis 2000.

## Veröffentlichung
- Bitte und andere Gedichte, Allmende – Zeitschrift für Literatur 70/71[3]

## Übersetzungen
- Mies Bouhuys: Pim und Pom, Urachhaus, Stuttgart 1999 ISBN 9783825172428 (übersetzt zusammen mit Jeanne Oidtmann-van Beek)
- Nicole Boumaâza: Fremd zwischen zwei Welten, Stuttgart 1997 (übersetzt zusammen mit Jeanne Oidtmann-van Beek)
- Caja Cazemier: Verliebt hoch zehn, Freiburg [u. a.] Herder/Kerle, Freiburg 2000, ISBN 9783451703119 (übersetzt zusammen mit Jeanne Oidtmann-van Beek)
- Anna Cool: Meister des schwarzen Turms, Stuttgart 1999 (übersetzt zusammen mit Jeanne Oidtmann-van Beek)
- Szabinka Dudevszky: Nah dran, Aarau [u. a.] 1999 (übersetzt zusammen mit Jeanne Oidtmann-van Beek)
- Wim Euvermann: Vom Graben und Buddeln, Luzern 1995 (übersetzt zusammen mit Jeanne Oidtmann-van Beek)
- Els Gallin: Ich will keinen Frosch küssen, Freiburg [u. a.] 1999 (übersetzt zusammen mit Jeanne Oidtmann-van Beek)
- Corrie Hafkamp: Rubens geheimnisvolle Freundin, Aarau [u. a.] 1996 (übersetzt zusammen mit Jeanne Oidtmann-van Beek)
- Hans Hagen: König Gilgamesch, Ueberreuter, Wien 1996, ISBN 9783800024568 (übersetzt zusammen mit Jeanne Oidtmann-van Beek)
- Ronni Hermans: Hotel Holterdipolter, Kevelaer 1993  (übersetzt zusammen mit Jeanne Oidtmann-van Beek)
- Renny Hofstra: Schattenkatzen, Beltz, Kevelaer 1992, ISBN 9783407783240 (übersetzt zusammen mit Jeanne Oidtmann-van Beek)
- Henk Hokke: Marieke, Kevelaer 1993  (übersetzt zusammen mit Jeanne Oidtmann-van Beek)
- Henk Hokke: Marieke und Benjamin, Weinheim 1998, ISBN 9783407783240 (übersetzt zusammen mit Jeanne Oidtmann-van Beek)
- Henk Hokke: Marieke verliebt, Weinheim 1995 (übersetzt zusammen mit Jeanne Oidtmann-van Beek)
- Mieke van Hooft: Der Taschendieb, Weinheim 1995 (übersetzt zusammen mit Jeanne Oidtmann-van Beek)
- Claire Hülsenbeck: Niemandstochter, Bindlach 1997 (übersetzt zusammen mit Jeanne Oidtmann-van Beek)
- Kolet Janssen: Mein Bruder ist ein Orkan, Weinheim 1997 (übersetzt zusammen mit Jeanne Oidtmann-van Beek)
- Bert Kouwenberg: Der Kampf um den Drachenfelsen, Stuttgart 2000 (übersetzt zusammen mit Jeanne Oidtmann-van Beek)
- Sofie Mileau: Hase und Huhn, München 1997 (übersetzt zusammen mit Jeanne Oidtmann-van Beek)
- Mirjam Oldenhave: Eine Freundin mit Fäusten, Freiburg [u. a.] 1999 (übersetzt zusammen mit Jeanne Oidtmann-van Beek)
- Lydia Rood: Kampf ums Glück, Wien 1999 (übersetzt zusammen mit Jeanne Oidtmann-van Beek)
- Lydia Rood: Der Sommer mit Sophie, Ueberreuter, Wien 1996, ISBN 9783800024681 (übersetzt zusammen mit Jeanne Oidtmann-van Beek)
- Lydia Rood: Wo immer ich gehe, ich nehme dich mit, Wien 2003 (übersetzt zusammen mit Jeanne Oidtmann-van Beek)
- Roger H. Schoemans: Chico – Überleben in Lima, Freiburg im Breisgau [u. a.] 1994 (übersetzt zusammen mit Jeanne Oidtmann-van Beek)
- Roger H. Schoemans: Dava, Aarau [u. a.] 1996  (übersetzt zusammen mit Jeanne Oidtmann-van Beek)
- Katrien Seynaeve: Ubuntu – Schritte zwischen Schwarz und Weiß, Freiburg im Breisgau [u. a.] 1993 (übersetzt zusammen mit Jeanne Oidtmann-van Beek)
- Katrien Seynaeve: Eine Wolke zum Abschied, Freiburg im Breisgau [u. a.] 1992 (übersetzt zusammen mit Jeanne Oidtmann-van Beek)
- Ellen Tijsinger: Feindliches Feuer, Urachhaus, Stuttgart 1996, ISBN 9783825170998 (übersetzt zusammen mit Jeanne Oidtmann-van Beek)
- Ellen Tijsinger: Lotos bringt Glück, Stuttgart 2002 (übersetzt zusammen mit Jeanne Oidtmann-van Beek)
- Ellen Tijsinger: Sonnenkind, Urachhaus, Stuttgart 2000, ISBN 9783825173081 (übersetzt zusammen mit Jeanne Oidtmann-van Beek)
- Henri Van Daele: Die Augen meiner Prinzessin, Zürich 2002 (übersetzt zusammen mit Jeanne Oidtmann-van Beek)
- Henri Van Daele: Der dicke Idde, Weinheim [u. a.] 2001 (übersetzt zusammen mit Jeanne Oidtmann-van Beek)
- Henri Van Daele: Es geschah in finstrer Nacht, Stuttgart 2001 (übersetzt zusammen mit Jeanne Oidtmann-van Beek)
- Henri Van Daele: Ti, Beltz & Gelberg, Weinheim 1999, ISBN 9783407788771 (übersetzt zusammen mit Jeanne Oidtmann-van Beek)
- Klaas Verplancke: Vom Kranksein und Gesundwerden, Luzern 1996 (übersetzt zusammen mit Jeanne Oidtmann-van Beek)
- Detty Verreydt: Später will ich Stuntman werden, Kevelaer 1994 (übersetzt zusammen mit Jeanne Oidtmann-van Beek)
- Diet Verschoor: Mich sucht doch niemand, Aarau [u. a.] 1995 (übersetzt zusammen mit Jeanne Oidtmann-van Beek)
- Simone van der Vlugt: Das Amulett aus den Flammen, München 1998 (übersetzt zusammen mit Jeanne Oidtmann-van Beek)
- Jacques Vriens: Als würde man fliegen, Wien 2000  (übersetzt zusammen mit Jeanne Oidtmann-van Beek)
- Jan F. de Zanger: Die Leute gucken immer so, Kevelaer 1990 (übersetzt zusammen mit Jeanne Oidtmann-van Beek)